# Без лица (Во все тяжкие)
«Без лица» (англ. Face Off) — тринадцатый эпизод и финал четвёртого сезона американского драматического телесериала «Во все тяжкие» и 46-й во всём сериале. Автор сценария и режиссёр — Винс Гиллиган. Эпизод вышел на канале AMC в США 9 октября 2011 года.
Этот эпизод знаменует собой кульминацию сюжетной линии, связанной с конфликтом между Уолтером Уайтом (Брайан Крэнстон) и Гусом Фрингом (Джанкарло Эспозито).
Этот эпизод был назван TV Guide одним из лучших телевизионных эпизодов 2011 года.

## Сюжет
Уолтер Уайт достаёт бомбу из машины Гуса Фринга и спрашивает Джесси, знает ли он место, которое часто посещает Гус, где нет охраны и камер наблюдения. Прежде чем Джесси успевает что-то придумать, к нему подходят 2 детектива, которые хотят узнать, откуда он знает о рицине в организме отравленного Брока.
Уолт навещает Гектора и предлагает ему перемирие в обмен на возможность убить Гуса в отместку за то, что тот уничтожил семью Саламанки. Гектор просит о встрече с УБН, но вместо того, чтобы что-то рассказать, просто оскорбляет их (сказав по буквам S-U-C-K-M-Y и F-U-C). Как и планировалось, Гус считает, что Гектор собирается стать информатором УБН. Фринг навещает Саламанку, чтобы лично убить его. Тайрус Китт осматривает комнату Гектора в доме престарелых на предмет ловушек и ничего не находит. Гус входит и упрекает Гектора в трусости, а затем готовится убить его с помощью смертельной инъекции. Однако Саламанка впервые за много лет яростно смотрит на Фринга, и тот приходит в ужас. Гектор многократно звонит в колокольчик, приводя в действие бомбу Уолта, спрятанную под его инвалидным креслом; в результате взрыва Гектор и Тайрус погибают, а Гус выходит из комнаты с половиной лица, повреждённой взрывом, после чего падает замертво на пол.
Уолт слышит по радио новость о взрыве и испытывает облегчение. Джесси освобождают из-под стражи, но его похищают и под дулом пистолета заставляют варить мет в лаборатории. Уолт направляется в лабораторию, убивает двух приспешников Гуса, которые там находятся, и освобождает Джесси. Зная, что Хэнк приближается к лаборатории, Уайт и Пинкман сжигают её.
Позже, на верхнем этаже больничной парковки, Джесси говорит Уолту, что Брок выживет, ведь он отравился ландышами, которые дети иногда едят из-за их сладкого вкуса. Хотя Пинкман сомневается в необходимости убивать Гуса, ведь тот не травил Брока, Уолт уверяет Джесси, что это было необходимо. Уайт звонит Скайлер, которая, как и остальные члены семьи, узнаёт о взрыве из новостей. Скайлер спрашивает Уолта, не он ли устроил взрыв и что произошло, на что тот отвечает: «Я победил». Спускаясь с верхнего этажа больничного гаража, Уолт проезжает мимо брошенного Гусом Volvo 850 (с логотипом Los Pollos Hermanos, висящим на зеркале заднего вида) после своей предыдущей неудачной попытки убить его в «Конце света». Эпизод заканчивается кадром с ландышем на заднем дворе Уайта, который показывает, что именно Уолт отравил Брока.

## Производство
В этой серии зрители в последний раз видят Джанкарло Эспозито в роли Гуса Фринга, Марка Марголиса в роли Гектора Саламанки и Рэя Кэмпбелла в роли Тайруса Китта. Эспозито, Кэмпбелл и Марголис вернутся к своим ролям в спин-оффе «Лучше звоните Солу».
Завершение сюжета было запланировано съёмочной группой сериала с начала сезона, отчасти потому, что в то время они не были уверены, что сериал продлят ещё на один сезон. На визуальное оформление ран на лице Гуса ушло несколько месяцев, в этом помогали Грег Никотеро и команда специалистов по спецэффектам из другого сериала AMC «Ходячие мертвецы». Эффект был создан с использованием тщательно продуманного макияжа на лице Эспозито с дополнительными созданными компьютером изображениями, которые объединили 2 отдельных снимка. Название эпизода — это двусмысленность, поскольку «Face Off» — это отсылка к тому, что Гус потерял половину лица в результате взрыва, а также термин, описывающий битву или противостояние.
В эпизоде звучали песни «Black» в исполнении Danger Mouse и Даниэля Луппи с участием Норы Джонс, «Goodbye» в исполнении Apparat и «Freestyle» в исполнении Taalbi Brothers. Использование всех трёх песен было высоко оценено как одно из лучших музыкальных решений в сериале по мнению Uproxx, в то время как Complex в аналогичном списке особо выделил «Black».

## Реакция

### Отзывы критиков
Сет Амитин из IGN поставил эпизоду 9,5 баллов из 10, назвав его «идеальным сочетанием "Во все тяжкие"». Алан Сепинволл в рецензии для HitFix назвал эпизод «фантастическим от начала и до конца». Мэтт Риченталь из TV Fanatic поставил эпизоду оценку 4,8 из 5 и назвал «Во все тяжкие» «лучшим телевизионным сериалом». Донна Боуман из The A.V. Club поставила эпизоду оценку «А». Джеймс Поневозик из Time назвал финал «потрясающим, морально опустошающим и «взрывным» с несколькими потрясающими моментами на все времена». Тим Гудман из The Hollywood Reporter посчитал, что эпизод «многое сделал правильно, исправил большинство проблем и подарил зрителям не только насыщенный событиями, удовлетворяющий эпизод, но и поставил сериал на путь к завершению в почти идеальном драматическом состоянии».
В 2019 году The Ringer поставил серию на 3-е место в списке 62 лучших серий сериала.

### Награды
Эпизод был номинирован на 7 прайм-таймовых премий «Эмми» на 64-й церемонии, включая:
- Выдающуюся режиссуру драматического сериала для Винса Гиллигана;
- Выдающегося приглашённого актера в драматическом сериале для Марка Марголиса;
- Выдающуюся операторскую работу в однокамерном сериале;
- Выдающийся однокамерный монтаж изображения в драматическом сериале;
- Выдающийся монтаж звука в сериале;
- Выдающееся сведение звука в комедийном или драматическом сериале (одночасовой);
- Выдающиеся специальные визуальные эффекты в роли второго плана[14].

Редактор Скип Макдональд получил премию «Эдди» от Американской ассоциации монтажёров за лучший монтаж часового сериала для коммерческого телевидения в этом эпизоде. Гиллиган был номинирован на премию Гильдии режиссёров Америки за выдающиеся режиссёрские достижения в драматическом сериале.